# Reece James
Reece James (Redbridge, 8. prosinca 1999.) engleski je nogometaš koji igra na poziciji desnog beka. Trenutačno igra za Chelsea.

## Klupska karijera

### Chelseajeva akademija
James je postao član Chelseajeve akademije kada je imao šest godina. U ožujku 2017. godina postao je profesionalni igrač. Tijekom sezone 2017./18. bio je kapetan Chelseajeve momčadi do 18 godina koja je osvojila FA kup mladih te je imenovan Igračem sezone Chelseajeve akademije. U lipnju 2018. godine potpisao je novi ugovor s Chelseajem.

### Wigan Athletic
U lipnju 2018. godine Chelsea je poslao Jamesa na jednogodišnju posudbu u Wigan Athletic. U ožujku 2019. imenovan je članom Momčadi sezone Championshipa za sezonu 2018./19. Za Wigan Athletic debitirao je 4. kolovoza 2018. godine u 3:1 pobjedi nad Sheffield Wednesdayom. Svoj prvi gol za Wigan Athletic zabio je u 2:1 porazu protiv Leeds Uniteda. Na kraju sezone osvojio je tri nagrade Wigana Athletica, među kojima je i nagrada Najboljeg igrača godine Wigana Athletica.

### Chelsea
Nakon povratka od ozlijede, dana 25. rujna 2019. godine, James je debitirao za Chelsea te pritom zabio svoj prvi gol za taj klub u 7:1 pobjedi protiv Grimsby Towna u trećoj rundi Liga kupa 2019./20. James je 5. studenog 2019. godine postao najmlađi igrač koji je zabio gol za Chelsea u Ligi prvaka zabivši Ajaxu u utakmici koja je završila s rezultatom 4:4. Dana 16. siječnja 2020. godine, James je potpisao dugoročno produljenje ugovora s Chelseajem. Dana 14. rujna, James je zabio svoj prvi gol u Premier ligi u utakmici protiv Brighton & Hove Albiona koja je završila 3:1. Dana 5. prosinca, na utakmici protiv Leeds Uniteda koju je Chelsea dobio 3:1, James je postigao svoj 50. nastup za Chelsea u svim natjecanjima.

## Reprezentativna karijera

### Omladinske reprezentacije
James je nastupao za sve omladinske selekcije Engleske od 18 do 21 godine. U svibnju 2017. godine, James je uvršten u momčad Engleske do 20 godina za Festival international espoirs – Tournoi Maurice-Revellot. James je zaigrao od prve minute u finalu protiv Obale Bjelokosti. Engleska je dobila Obalu Bjelokost na penale te je tako postala prvak turnira 2. put zaredom. U srpnju 2017. godine, James je s Engleskom do 19 godina osvojio Europsko prvenstvo do 19 godina održanog u Gruziji 2017. godine. James je bio član početne postave za polufinalnu utakmicu protiv Češke. James je bio član momčadi Engleske koja je 2019. godine nastupala na Festival international espoirs – Tournoi Maurice-Revellotu, no ozlijedio se u prvom poluvremenu tijekom zadnje utakmice grupne faze koju je Engleska igrala protiv Čilea te dobila 3:0. Dana 4. listopada 2019. godine, James je po prvi put uključen u momčad Engleske do 21 godine. Za Englesku do 21 godine debitirao je 15. studenog 2019. godine u kvalifikacijskog utakmici za Europsko prvenstvo do 21 godine 2021. protiv Albanije koja je završila s 3:0 pobjedom Engleskom.

### Seniorska reprezentacija
Dana 5. listopada 2020. godine, Jamesa je u A selekciju Engleske po prvi puta pozvao Gareth Southgate kako bi zamijenio ozlijeđenog Raheema Sterlinga. Za Englesku je debitirao 8. listopada 2020. godine zamijenivši Kierana Trippiera u utakmici protiv Walesa koju je Engleska dobila s rezultatom 3:0.

## Priznanja

### Individualna
- Igrač godine Chelseajeve akademije: 2017./18.[5]
- Igrač godine Wigan Athletica: 2018./19.[9]
- Najbolji igrač Wigan Athletica prema izboru igrača: 2018./19.[9]
- Wigan Athleticov gol sezone: 2018./19.[9]

### Klupska
Chelseajeva akademija
- FA kup mladih: 2016./17., 2017./18.[5]
- Premier liga do 18 godina: 2016./17., 2017./18.[5]

Chelsea
- FA kup (finalist): 2019./20.[28]

### Reprezentativna
Engleska do 19 godina
- Europsko prvenstvo do 19 godina: 2017.[20]

Engleska do 20 godina
- Festival international espoirs – Tournoi Maurice-Revellot: 2017.[29]

## Vanjske poveznice
- Profil na web stranici Chelseaja
- Profil na web stranici Engleskog nogometnog saveza
- Reece James u UEFA-inim natjecanjima (arhivirane) (engl.)